# Uppsala Kammarstråkar
Uppsala Kammarstråkar är en svensk stråkorkester i Uppsala.

## Historik
Orkestern grundades 1954 som Norrlandsorkestern på Norrlands nation i Uppsala som en del i ett ambitiöst projekt, Norrlands nations musikverksamhet, som även omfattade körsång i form av Norrlandskören, men verksamheten var öppen för musiker och sångare från alla studentnationer i Uppsala.
Anders Jansson var orkesterns förste ledare och efterträddes 1963 av Sven-Åke Landström. Senare ledare har varit bland andra Karl-Ove Mannberg, Harry Damgaard, Björn Sjögren och Kurt Levin.
Orkestern lämnade nationen 1980 och blev dagens Uppsala Kammarstråkar.
Orkestern är inte att förväxla med Uppsala Kammarorkester och Uppsala Kammarsolister, som till skillnad från Uppsala Kammarstråkar är professionella ensembler.